# Joël Laurin
Joël Laurin, född den 6 februari 1899 i Kropp, död den 29 oktober 1981 i Helsingborg, var en svensk jurist, borgmästare och hovrättspresident.
Laurin var son till kyrkoherden Joël Laurin (1859–1934) och Emma Hallengren (1862–1937). Han avlade studentexamen i Helsingborg 1917 och studerade därefter vid Lunds universitet där han 1922 blev juris kandidat. Efter tjänstgöring som assessor vid Hovrätten över Skåne och Blekinge var Laurin 1933–1936 byråchef för lagärenden i Finansdepartementet. Han var därefter borgmästare i Helsingborg 1936–1948 innan han sistnämnda år utnämndes till president i Göta hovrätt. Denna post innehade han till sin pensionering 1965 varefter han återflyttade till Helsingborg.
Laurin belönades med kommendörstecken av såväl Nordstjärneorden som av danska Dannebrogsorden. Han invaldes 1946 som ledamot i Sällskapet CC. År 1958 blev han kommendör med stora korset av Nordstjärneorden.
Laurin var sedan 1927 gift med Ebba Schmidt (1896–1978), med vilken han fick två barn. Makarna Laurin är begravda på Kropps kyrkogård.